# Decretul din Dionysopolis
Decretul din Dionysopolis a fost scris în jurul anului 48 î.Hr. de către cetățenii din colonia grecească Dionysopolis (astăzi orașul Balcic de pe coasta Mării Negre din Bulgaria) în onoarea lui Acornion, care a călătorit departe într-o misiune diplomatică pentru a se întâlni cu cineva la Argedauon. Decretul, o inscripție de marmură fragmentară, se află în prezent la Muzeul de Istorie Națională din Sofia.

## Inscripție
Decretul menționează un oraș dacic numit Argedauon (în greacă veche Αργεδαυον), posibil Argidava sau Argedava. 
Piatra este deteriorată și numele a fost citit în mod diferit de către diverșii oameni de știință care au cercetat-o:
- [ἐπορεύθη εἰς] Ἀργέδα[υι]ον de Wilhelm Dittenberger (1898)[3]
- [πέμψας?] Αρ[γ]έδα[ρ]ον de Ernst Kalinka (1905)[4]
- [...εἰ]ς Ἀργέδαυον de Wilhelm Dittenberger și Friedrich Hiller (1917), menționând că υ este o citire incertă[5]
- Ἀργέδαβον de Vasile Pârvan (1923)[6]

Inscripția se referă de asemenea la regele dac Burebista și o interpretare este că Acornion a fost sfetnicul său șef (în greacă veche πρῶτοσφίλος, literal "primul prieten") din Dionysopolis. Alte surse indică faptul că Acornion a fost trimis ca ambasador al lui Burebista la Cneus Pompeius Magnus, pentru a discuta despre o alianță împotriva lui Iulius Cezar.
Acest lucru conduce la ipoteza că menționata Argedava a fost capitala regatului dac condus de Burebista. Această sursă nu menționează, din păcate, locul unde se afla Argedava și opiniile istoricilor sunt împărțite în două categorii.
O școală de gândire, condusă de istoricii Constantin Daicoviciu și Hadrian Daicoviciu, afirmă că inscripția se referă la Argidava și plasează capitala potențială a lui Burebista la Vărădia, județul Caraș-Severin, România. Formele Argidava și Arcidava întâlnite și în alte surse, cum ar fi Geographia lui Ptolemeu (c. 150 d.Hr.) și Tabula Peutingeriana (secolul al II-lea d.Hr.), plasează în mod clar un oraș dacic cu acele nume în această locație geografică. Situl se află în apropiere de Sarmizegetusa, o capitală dacică ulterioară.
Alți arheologi, conduși de istoricul Vasile Pârvan și de profesorul Radu Vulpe plasează Argedava la Popești, un cartier al orașului Mihăilești, județul Giurgiu, România. Argumentele includ legătura de nume cu râul Argeș, poziția geografică pe un drum potențial către Dionysopolis pe care ar fi mers Acornion și, cel mai important, dimensiunea descoperirii arheologice de la Popești care indică prezența unui palat regal. Cu toate acestea, nicio o altă sursă nu pare să numească dava descoperită la Popești, astfel încât nu pot fi făcute presupuneri exacte cu privire la numele ei dacic.
De asemenea, este destul de posibil pentru două davae diferite să fie doar omonime.
Din păcate, inscripția de marmură este deteriorată în multe locuri, inclusiv chiar înainte de cuvântul Argedauon și este posibil ca cuvântul original să fi fost Sargedauon (în greacă veche Σαργεδαυον) sau Zargedauon. Această formă ar putea fi legată de Zargidaua menționată de Ptolemeu într-o locație geografică diferită. Sau, din nou, cele două ar putea fi simple omonime.